# WTA 125 토너먼트
WTA 125 토너먼트(WTA 125 tournaments)는 2012년부터 여자 테니스 협회가 주관하는 국제 여자 프로 테니스 토너먼트 시리즈이다.
때때로 WTA 챌린저 투어(남자 ATP 챌린저 시리즈와 유사)라고도 불리는 이 투어는 상위 WTA 투어 아래, ITF 여자 월드 테니스 투어 토너먼트보다 높은 두 번째로 높은 여성 대회이다.
WTA 125에서 성공한 플레이어는 WTA 투어 토너먼트의 본 추첨 또는 예선 추첨 참가 자격을 얻기에 충분한 순위 포인트를 얻는다. WTA 125 이벤트의 타이틀과 패배는 플레이어의 WTA 투어 결과 및 해당 정면 통계와 별도로 계산된다.

## 같이 보기
- ATP 챌린저 투어